# گرابیتسا (شهرستان پیوترکوف)
گرابیتسا (به لهستانی:  Grabica) یک روستا در لهستان است که در گمینا گرابیتسا واقع شده‌است. گرابیتسا ۳۹۰ نفر جمعیت دارد.